# N-butil-amin
Az n-butil-amin az aminok közé tartozó szerves vegyület, képlete CH3(CH2)3NH2. A bután négy izomer aminjának egyike, a másik három a szek-butil-amin, a terc-butil-amin és az izobutil-amin. Színtelen, az aminokra jellemző hal- vagy ammóniára emlékeztető szagú folyadék. Minden szerves oldószerben oldódik. Levegőn tárolás hatására megsárgul.

## Szintézise és reakciói
Ammónia és alkoholok alumínium-oxid felett végzett reakciójával állítják elő:
CH3(CH2)3OH + NH3 → CH3(CH2)3NH2 + H2O
Reakciói a többi egyszerű amin jellegzetességeit mutatják: protonálás, alkilezés, acilezés, kondenzációs reakció karbonilvegyületekkel. A többi egyszerű alifás aminhoz hasonlóan gyenge bázis, a [CH3(CH2)3NH3]+ pKa értéke 10,78.
A koordinációs kémiában gyakran használják ligandumként a fémionok, pl. Pt2+, Pd2+ koordinálására, melyekkel tetrabutilamino és dibutilamino komplexeket képez.

## Felhasználása
Peszticidek (például tiokarbazidok), gyógyszerek és emulgeálószerek gyártásához használják fel. Ezen kívül kiindulási anyag a gumi vulkanizálását gyorsító N,N′-dibutilkarbamid, valamint a nylon lágyítószereként használt n-butil-benzolszulfonamid gyártásának. A Fengabin, a benomil és butamoxán nevű gombaölőszer, valamint a cukorbetegség elleni tolbutamid előállításához is használják.

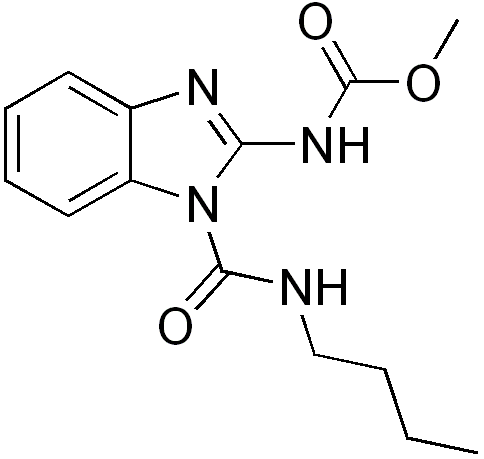
Az n-butil-amin a benomil nevű gombaölőszer kiindulási anyaga

## Toxicitása
Patkányoknál szájon át adva LD50 értéke 366 mg/kg.
Bőrrel érintkezve a megengedett munkahelyi expozíció határértéke az USA-ban 5 ppm (15 mg/m³).

## Fordítás
- Ez a szócikk részben vagy egészben  a   N-Butylamine című angol Wikipédia-szócikk ezen változatának fordításán alapul.  Az eredeti cikk szerkesztőit annak laptörténete sorolja fel. Ez a jelzés csupán a megfogalmazás eredetét és a szerzői jogokat jelzi, nem szolgál a cikkben szereplő információk forrásmegjelöléseként.